# Giovanni Dupré
Giovanni Dupré (Siena, 1817. március 1. – Firenze, 1882. január 10.) olasz szobrász.

## Életrajza
Először francia fafaragó apjával dolgozott, azután Firenzében Lorenzo Bartolini tanítványa lett. Első sikerét Ábelével aratta (1842), 1845-ben készítette el a Káint. 1856-ban az Antonio Canova-féle VI. Piusz pápa síremléke hatása alatt az allegória felé orientálódott. Ebből az időből való a Búsuló Szapphó, Ferrari Corbelli grófné síremléke a firenzei San Lorenzo-bazilikában, a Fáradt bacchánsnő, A gyermek Bacchus, a Kereszt diadalát ábrázoló nagy, allegórikus domborműve a firenzei Santa Croce templomon (1859). 1865-ben fejezte be Pietàját a sienai Misericordia temető számára. Legnagyszerűbb műve a torinói Cavour-emlékszobor (1872): Cavour felemeli Olaszországot, tíz hatalmas, allegórikus, de amellett realisztikus alak veszi körül.

## Könyve
- Pensieri sull' arte e ricordi autobiografici (1879)

## Galéria

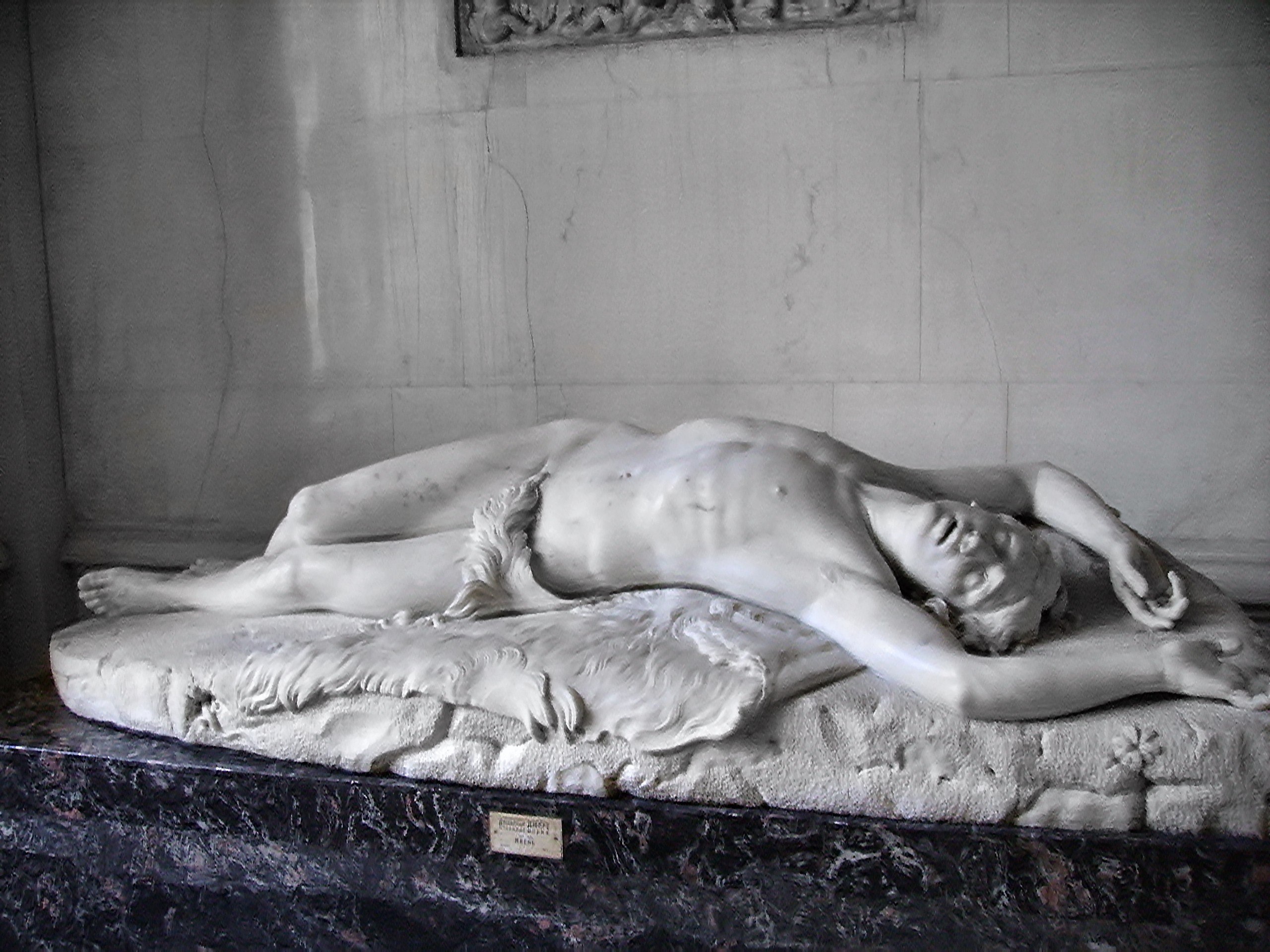
Ábel
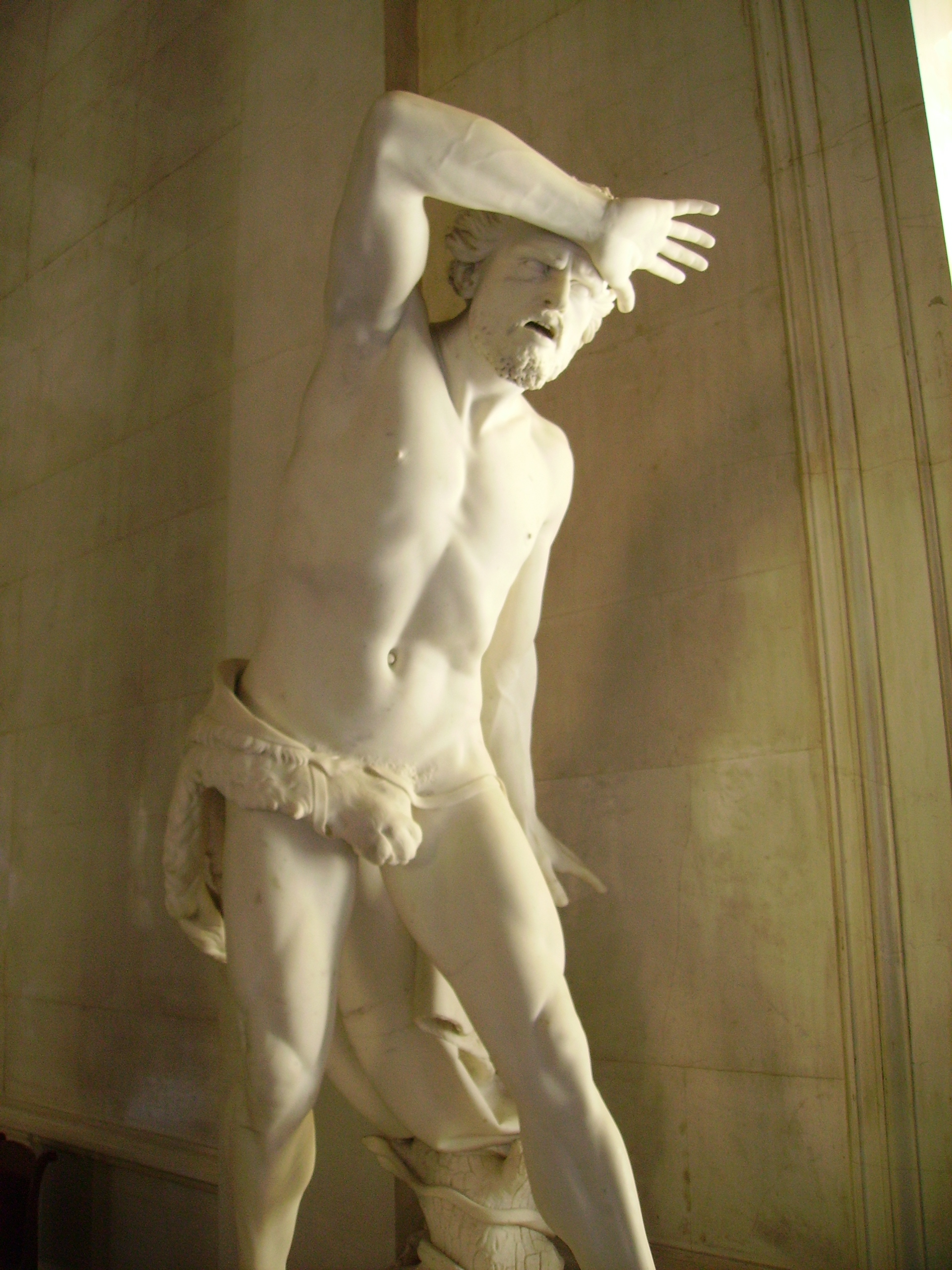
Káin
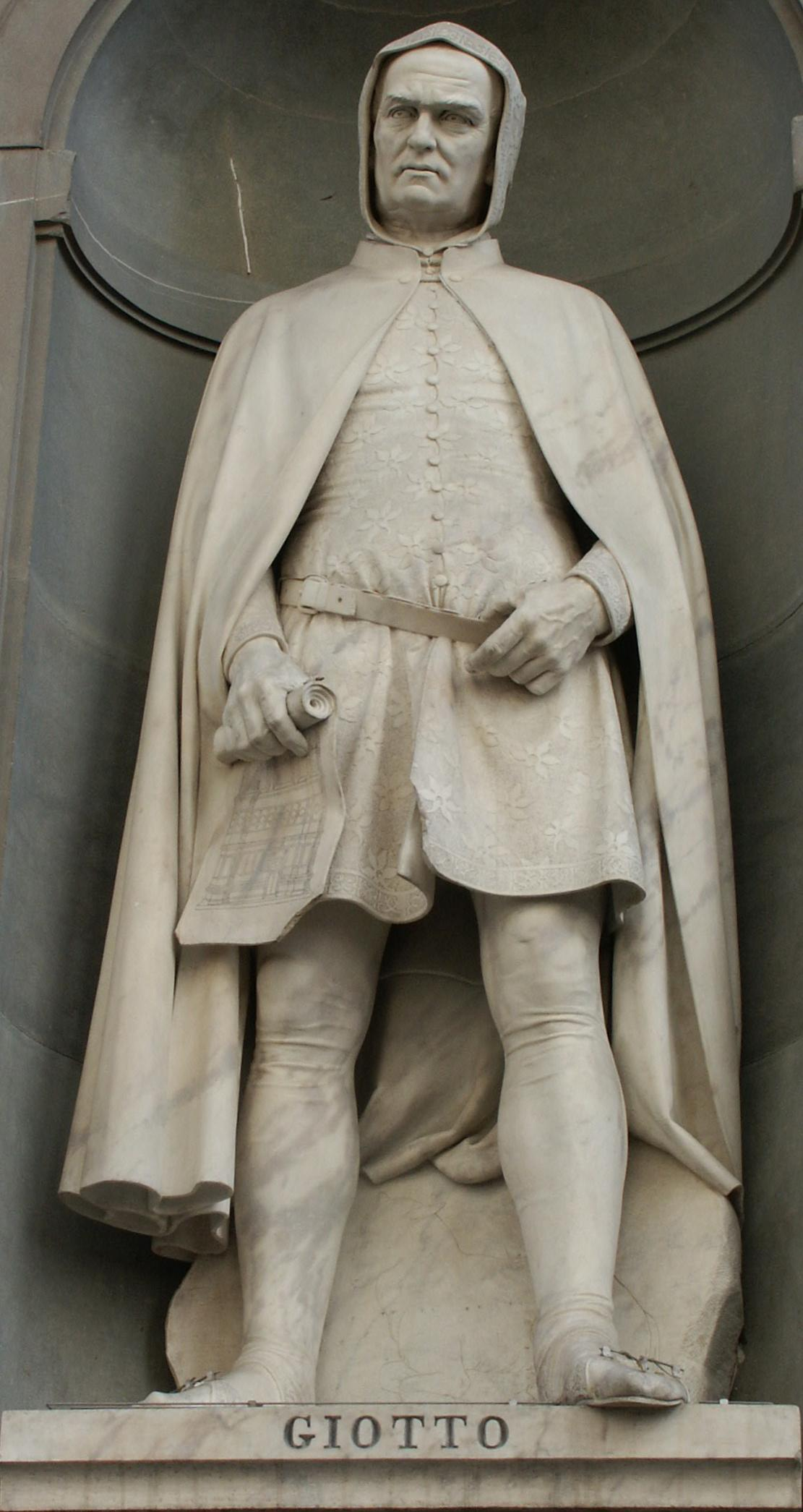
Giotto